# Lepontinische Alpen

Karte der lepontinischen Alpen nach der französischen Einteilung

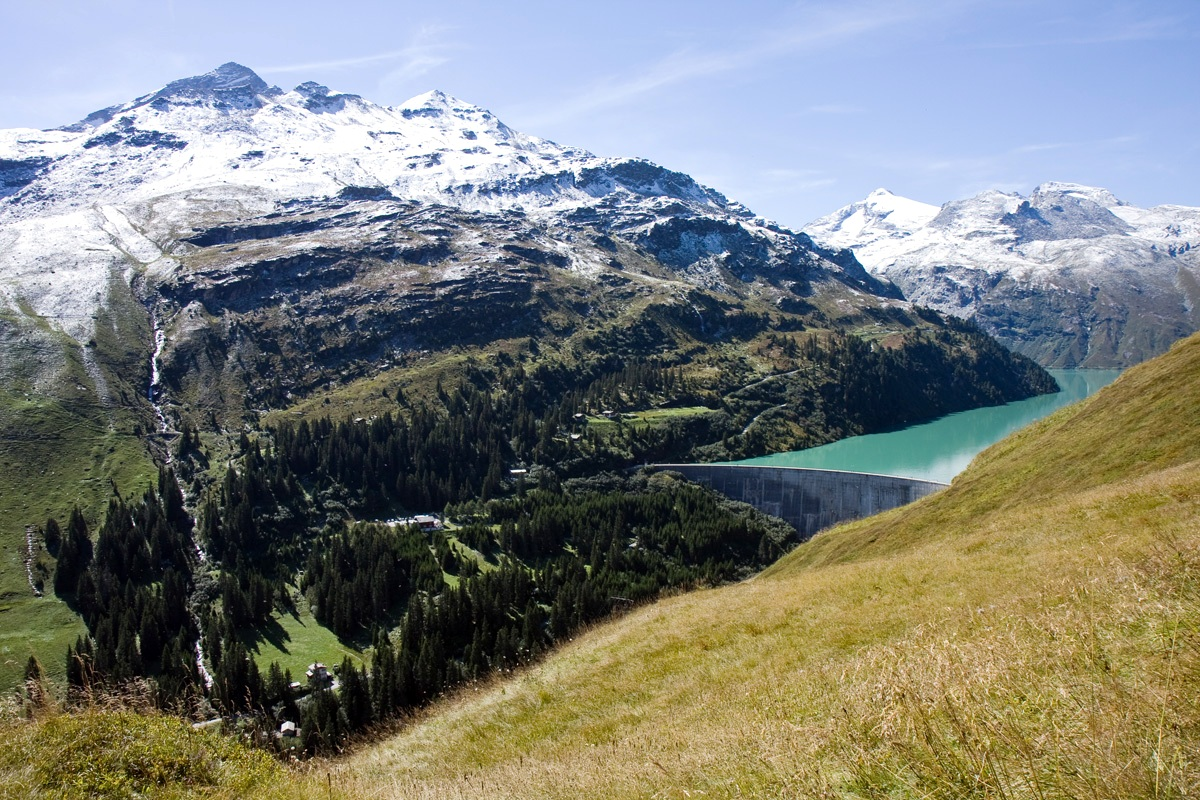
Zervreilasee

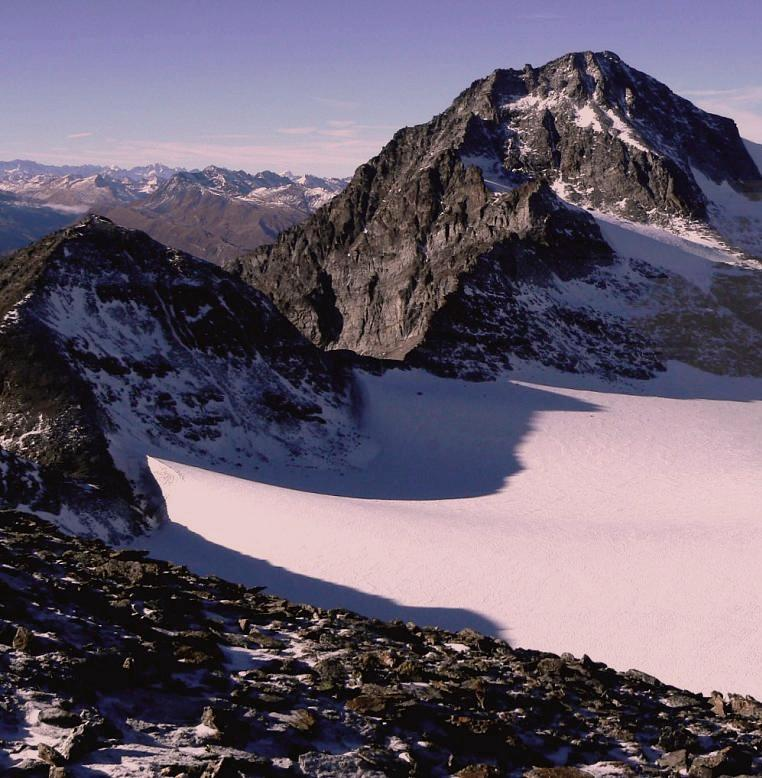
Rheinwaldhorn

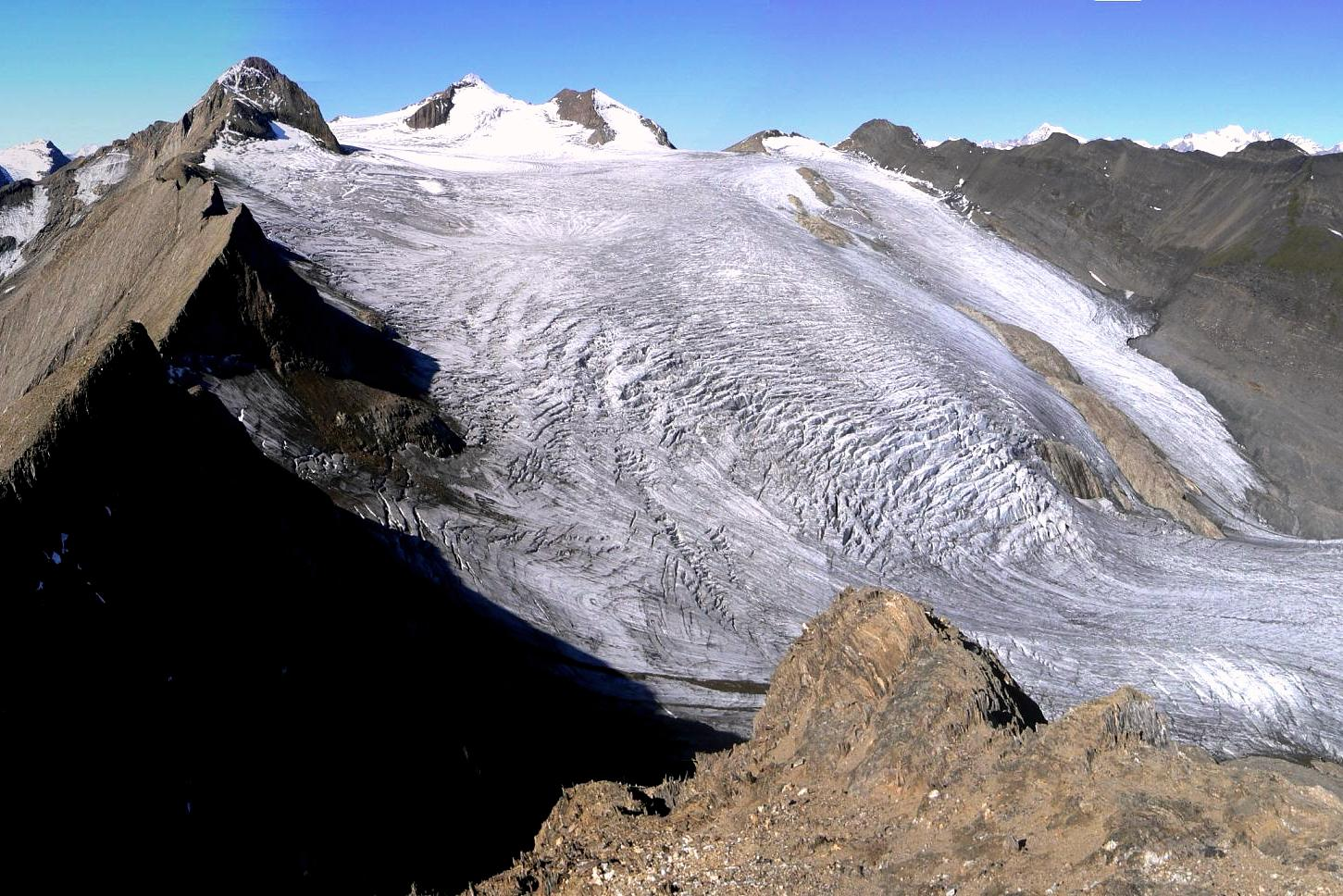
Blinnenhorn

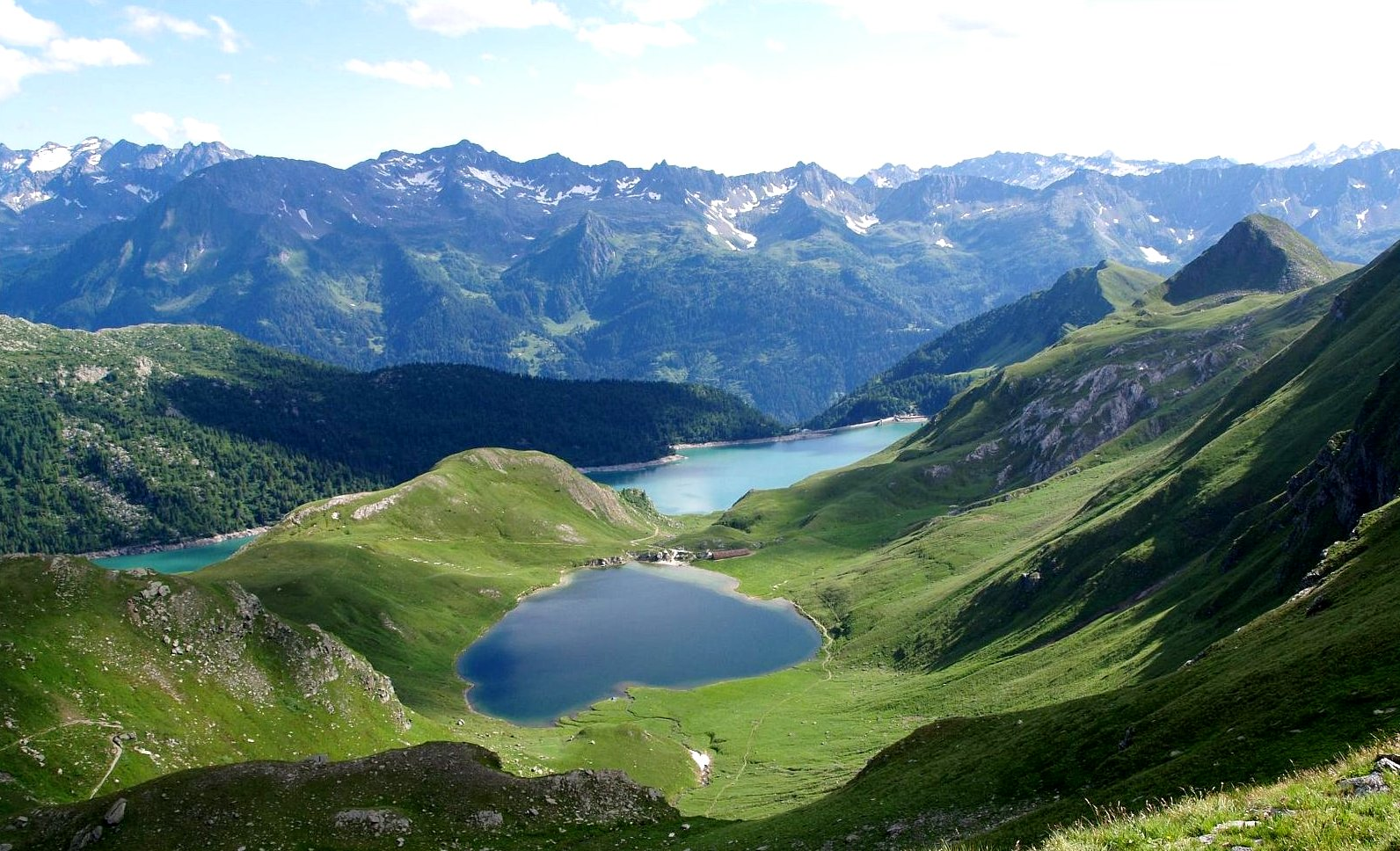
Lago Ritóm

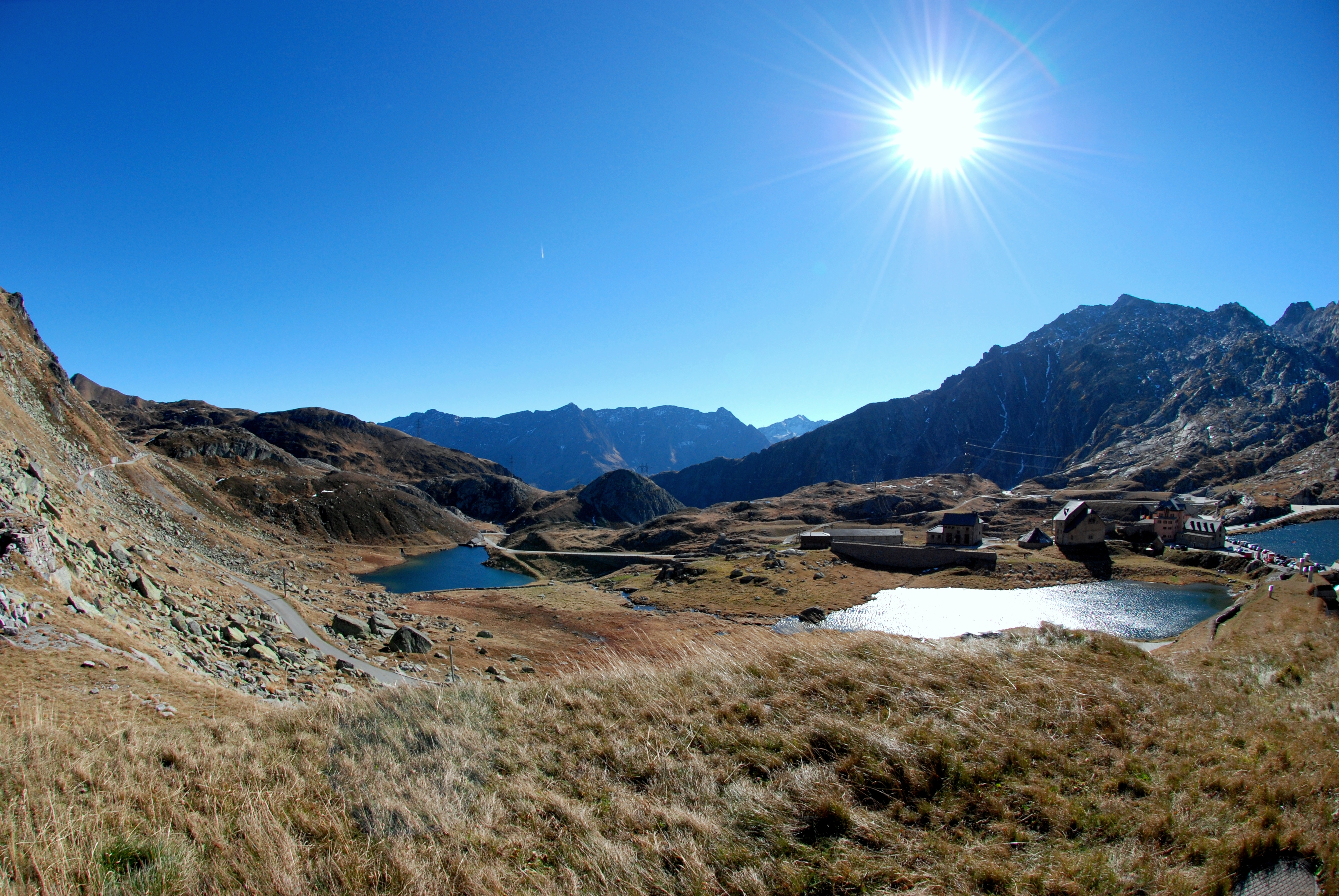
Gotthardpass

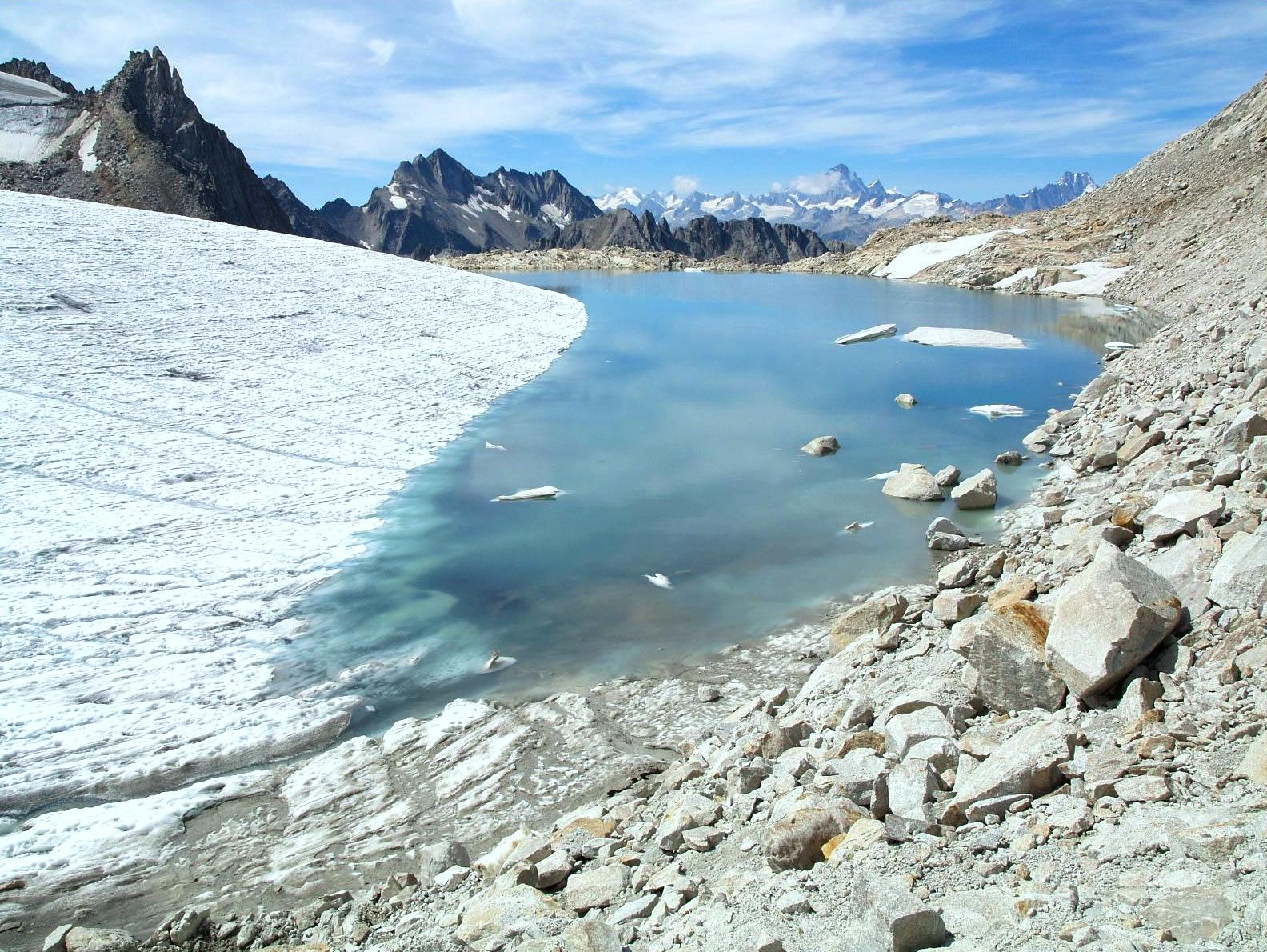
Passo Rotondo

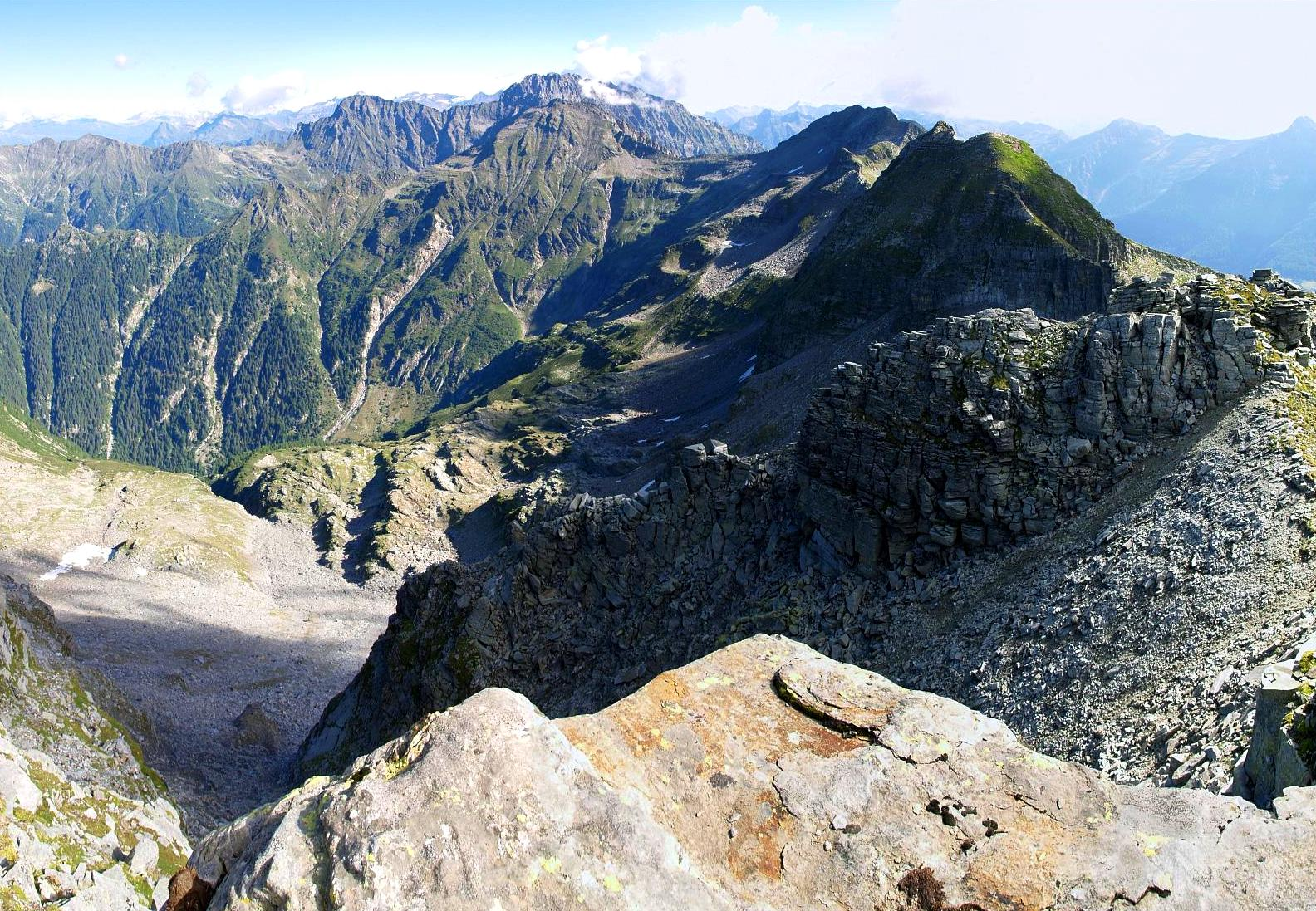
Pizzo di Claro

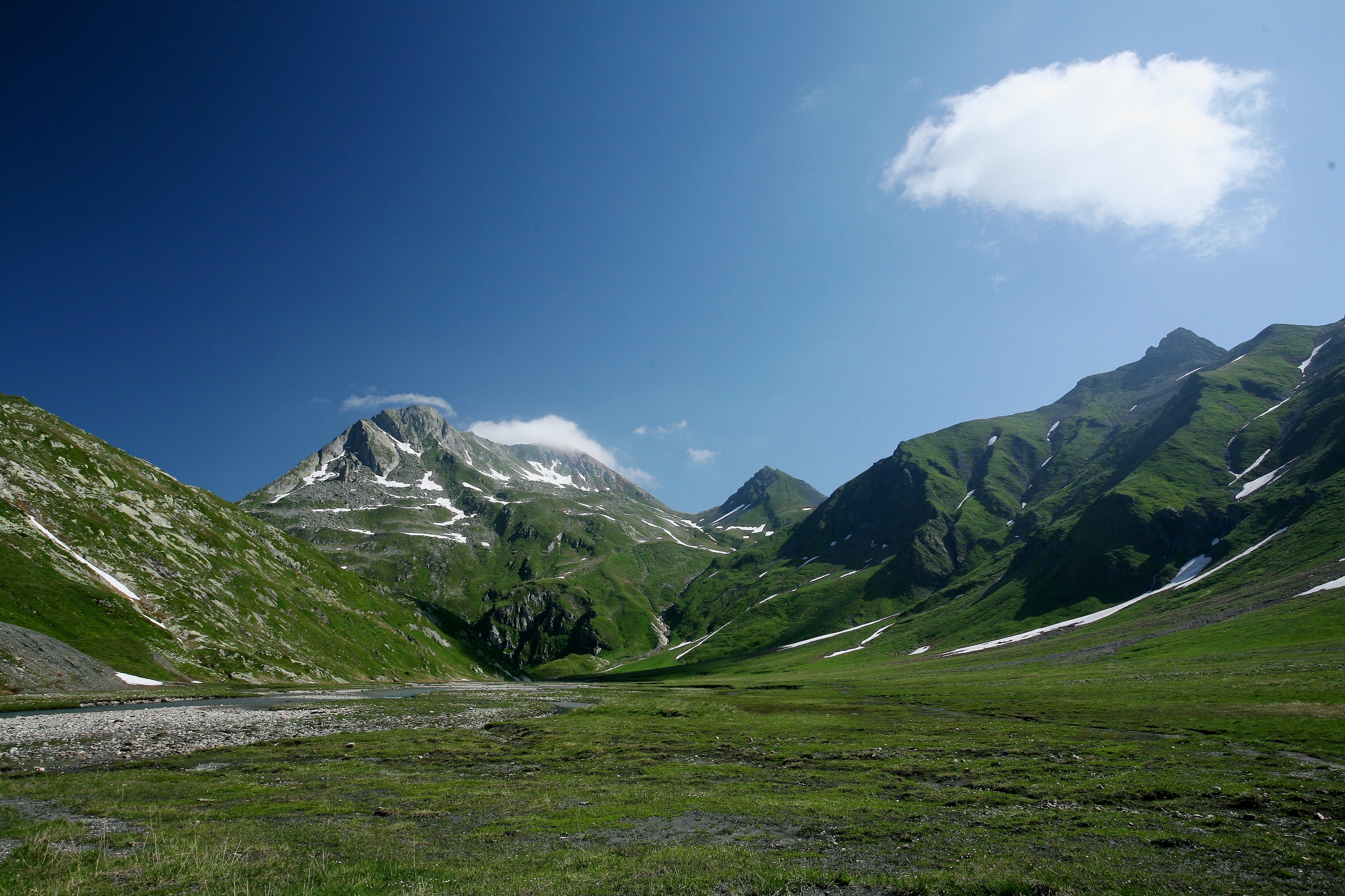
Greinapass

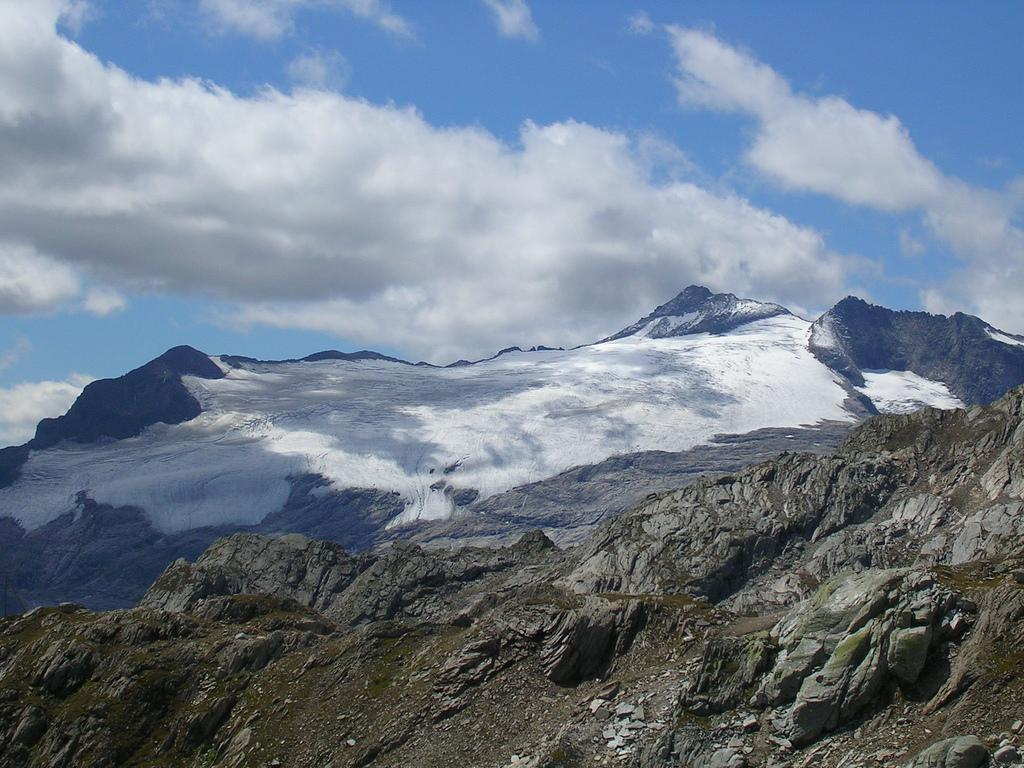
Basodino

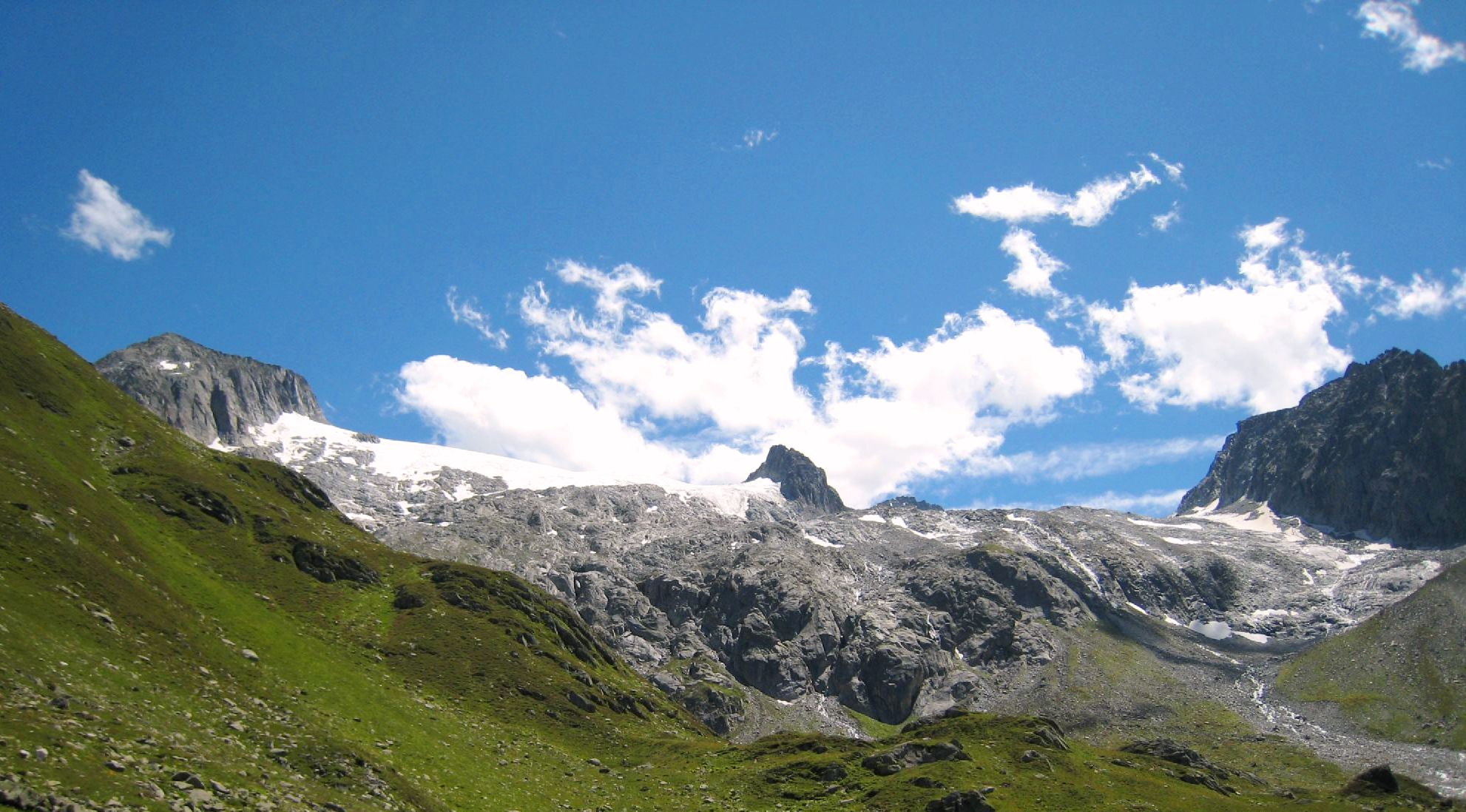
Piz Medel

Die Lepontinischen Alpen sind eine Gebirgsgruppe in den Westalpen. Sie umfassen die Gebirgszüge zwischen dem Simplonpass im Westen, dem Splügenpass im Osten und den oberitalienischen Seen im Süden. Der Name leitet sich von den Lepontiern ab, einem im Altertum an der oberen Rhone und am Tessin lebenden Volk, dessen Hauptort Oscella, das heutige Domodossola, war.
Heutzutage wird dieses Gebiet der Lepontinischen Alpen mehrfach unterteilt. Einerseits gibt es die »grobe« historische Unterteilung, die sich an den Hauptverkehrswegen orientiert, in die Tessiner Alpen und die Adula-Alpen. Die Trennlinie wird dabei vom Gotthardpass und dem Valle Leventina gebildet. Die dritte Untersektion nach SOIUSA sind die Monte Leone-Sankt Gotthard-Alpen, die die Berge von der Monte Leone-Gruppe bis zum Gotthardmassiv umfassen.
Andererseits gibt es eine «feinere» Unterteilung, die sich mehr an orografischen und geologischen Gesichtspunkten orientiert, bei der der nördliche Teil des Gebietes zwischen Nufenenpass und Lukmanierpass das Gotthardmassiv bildet. Danach endet das Gebiet der Tessiner Alpen von Domodossola aus dem Valle Antigorio in nördlicher Richtung folgend am Griespass und Val Bedretto. Das Gebiet zwischen Val Cadlimo und Biasca wird dann üblicherweise zu den Tessiner Alpen gerechnet. Die Monte Leone-Gruppe u. a. zwischen Simplon und Nufenen fällt bei dieser Betrachtung an die Walliser Alpen.

## Begrenzungen nach SOIUSA
- Nordwesten: Berner Alpen im weiteren Sinne getrennt durch Rhone und Furkapass
- Nordosten: Glarner Alpen im weiteren Sinne getrennt durch Oberalppass und Vorderrhein
- Westen: Walliser Alpen begrenzt durch Saltina, Simplonpass, Chrummbach, Toce
- Süden: hier bildet die Insubrische Linie, die etwa der Linie Centovalli – Locarno – Bellinzona – San-Jorio-Pass folgt, die Trennung von den Luganer Voralpen.

## Liste der Berge
| Name                | Höhe |
| ------------------- | ---- |
| Monte Leone         | 3553 |
| Breithorn           | 3438 |
| Rheinwaldhorn       | 3402 |
| Güferhorn           | 3393 |
| Blinnenhorn         | 3384 |
| Basòdino            | 3276 |
| Pizzo Tambo         | 3276 |
| Helsenhorn          | 3274 |
| Wasenhorn           | 3255 |
| Ofenhorn            | 3242 |
| Scherbadung         | 3213 |
| Piz Medel           | 3203 |
| Scopí               | 3200 |
| Pizzo Rotondo       | 3197 |
| Piz Terri           | 3151 |
| Piz Aul             | 3124 |
| Pizzo Pesciora      | 3120 |
| Witenwasserenstock  | 3084 |
| Pizzo Campo Tencia  | 3072 |
| Leckihorn           | 3069 |
| Bruschghorn         | 3054 |
| Alperschällihorn    | 3038 |
| Chilchalphorn       | 3040 |
| Piz Blas            | 3023 |
| Monte Giove         | 3010 |
| Pizzas d’Anarosa    | 3002 |
| Pizzo Centrale      | 2999 |
| Piz Beverin         | 2998 |
| Weisshorn           | 2992 |
| Gemsstock           | 2962 |
| Pizzo Lucendro      | 2963 |
| Piz Tomul           | 2949 |
| Piz Cavel           | 2944 |
| Barenhorn           | 2932 |
| Six Madun (Badus)   | 2932 |
| Piz Muraun          | 2899 |
| Zervreilahorn       | 2898 |
| Monte Cistella      | 2851 |
| I Rodond            | 2829 |
| Piz Lukmanier       | 2778 |
| Piz Alv             | 2769 |
| Madom Gröss         | 2741 |
| Monte Prosa         | 2737 |
| Pizzo di Claro      | 2727 |
| Piz de Cressim      | 2575 |
| Pizzo Columbe       | 2549 |
| Pizzo la Scheggia   | 2466 |
| Camoghè             | 2226 |
| Piz Mundaun         | 2063 |
| Monte Berlinghera   | 1930 |
| Monte Generoso      | 1704 |
| Monte Spalavera     | 1534 |
| Monte San Salvatore | 916  |

## Gletscher
Die wichtigsten Gletscher:
- Griesgletscher
- Paradiesgletscher
- Basodino-Gletscher

Weitere Gletscher:
- Maighelsgletscher
- Medelsergletscher

## Liste der Pässe
| Pass                | Ort                                   | Wegart   | Höhe |
| ------------------- | ------------------------------------- | -------- | ---- |
| Zapportpass         | Hinterrhein nach Malvaglia und Biasca | Schnee   | 3079 |
| Guferlücke          | Canaltal nach Lentatal (bei Vals GR)  | Schnee   | 2980 |
| Lentalücke          | Hinterrhein nach Vals                 | Schnee   | 2954 |
| Hohsandpass         | Binn nach La Frua (am Tosafall)       | Schnee   | 2927 |
| Leckipass           | Realp nach Oberwald VS                | Schnee   | 2891 |
| Passo Rotondo       | Airolo nach Oberwald                  | Schnee   | 2880 |
| Kaltwasserpass      | Simplon Hospiz nach Alpe Veglia       | Schnee   | 2844 |
| Scaradrapass        | Vals nach Olivone                     | Bergweg  | 2770 |
| Satteltelücke       | Vals nach Vrin                        | Bergweg  | 2768 |
| Ritterpass          | Binn nach Alpe Veglia                 | Schnee   | 2692 |
| Cavannapass         | Realp nach Bedretto                   | Schnee   | 2613 |
| Scatta Minoja       | Devero nach Formazza                  | Bergweg  | 2597 |
| Bocca di Cadlimo    | Airolo zum Lukmanierpass              | Bergweg  | 2542 |
| Valserberg          | Hinterrhein nach Vals                 | Bergweg  | 2507 |
| Safierberg          | Splügen nach Safien                   | Bergweg  | 2490 |
| Nufenenpass         | Ulrichen nach Airolo                  | Strasse  | 2478 |
| Geisspfadpass       | Binn nach Devero                      | Bergweg  | 2475 |
| Griespass           | Ulrichen nach La Frua                 | Bergweg  | 2468 |
| Passo di Naret      | Fusio nach Airolo                     | Bergweg  | 2443 |
| Passo Valtendra     | Alpe Veglia nach Devero und Baceno    | Bergweg  | 2431 |
| Diesrutpass         | Vrin nach Somvix                      | Bergweg  | 2424 |
| Tomülpass           | Vals nach Safien                      | Saumpfad | 2412 |
| Albrunpass          | Binn nach Devero und Baceno           | Bergweg  | 2410 |
| Greinapass          | Olivone nach Somvix                   | Bergweg  | 2360 |
| San Giacomopass     | Airolo nach La Frua                   | Bergweg  | 2306 |
| Passo di Buffalora  | Mesocco ins Val Calanca               | Bergweg  | 2265 |
| Passo dell’Uomo     | Quinto zum Lukmanierpass              | Bergweg  | 2212 |
| Splügenpass         | Thusis nach Chiavenna                 | Strasse  | 2117 |
| Gotthardpass        | Andermatt nach Airolo                 | Strasse  | 2114 |
| San-Bernardino-Pass | Thusis nach Bellinzona                | Strasse  | 2063 |
| Lukmanierpass       | Disentis nach Olivone                 | Strasse  | 1917 |